# تشيب هيلي
تشيب هيلي (بالإنجليزية: Chip Healy)‏ هو لاعب كرة قدم أمريكية أمريكي، ولد في 16 أغسطس 1947 في أتلانتا في الولايات المتحدة.